# Phacelia tanacetifolia
Phacelia tanacetifolia es una especie perteneciente a la familia Boraginaceae nativa del sudoeste de Estados Unidos y el norte de México.

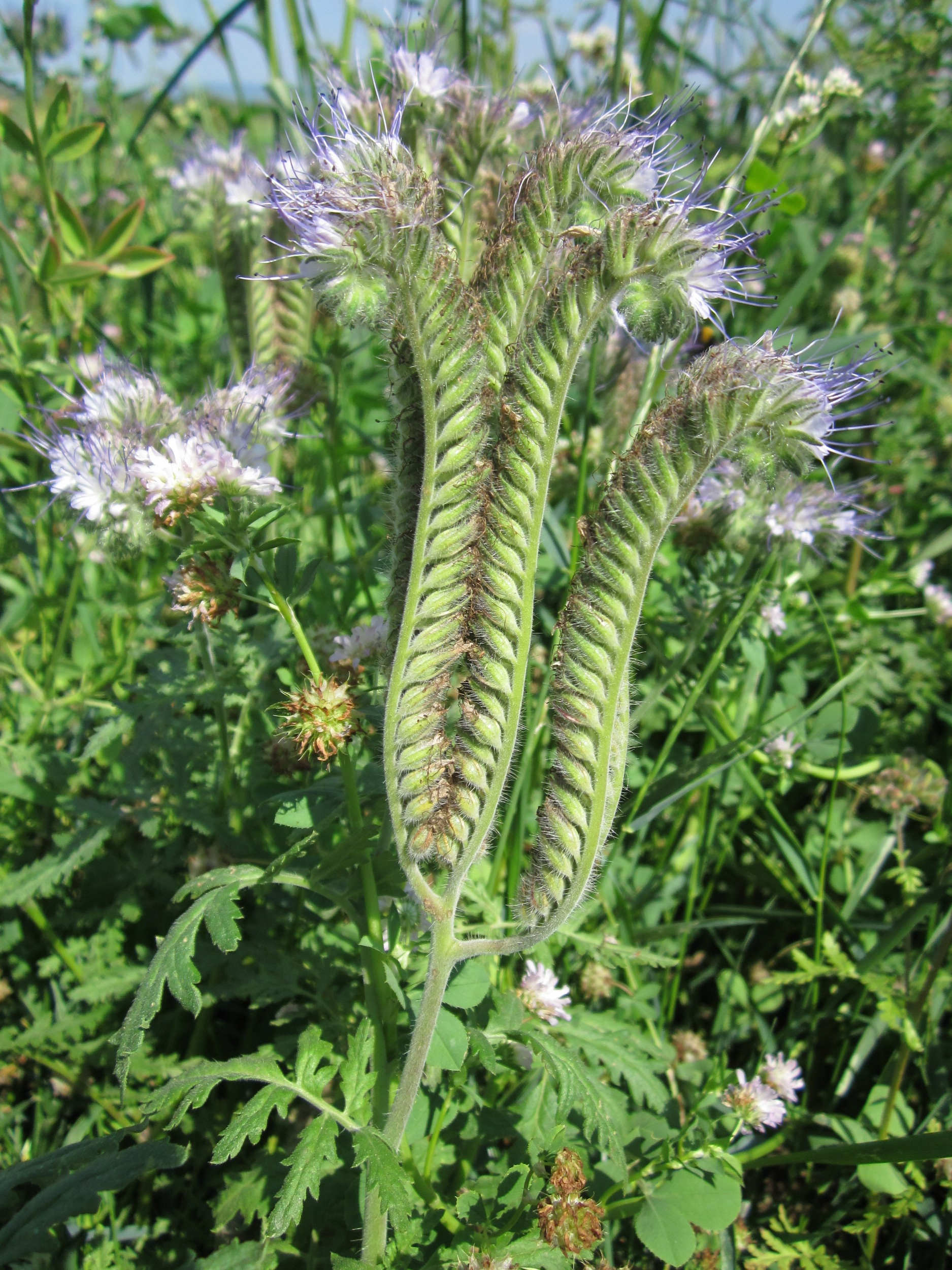
Inflorescencia

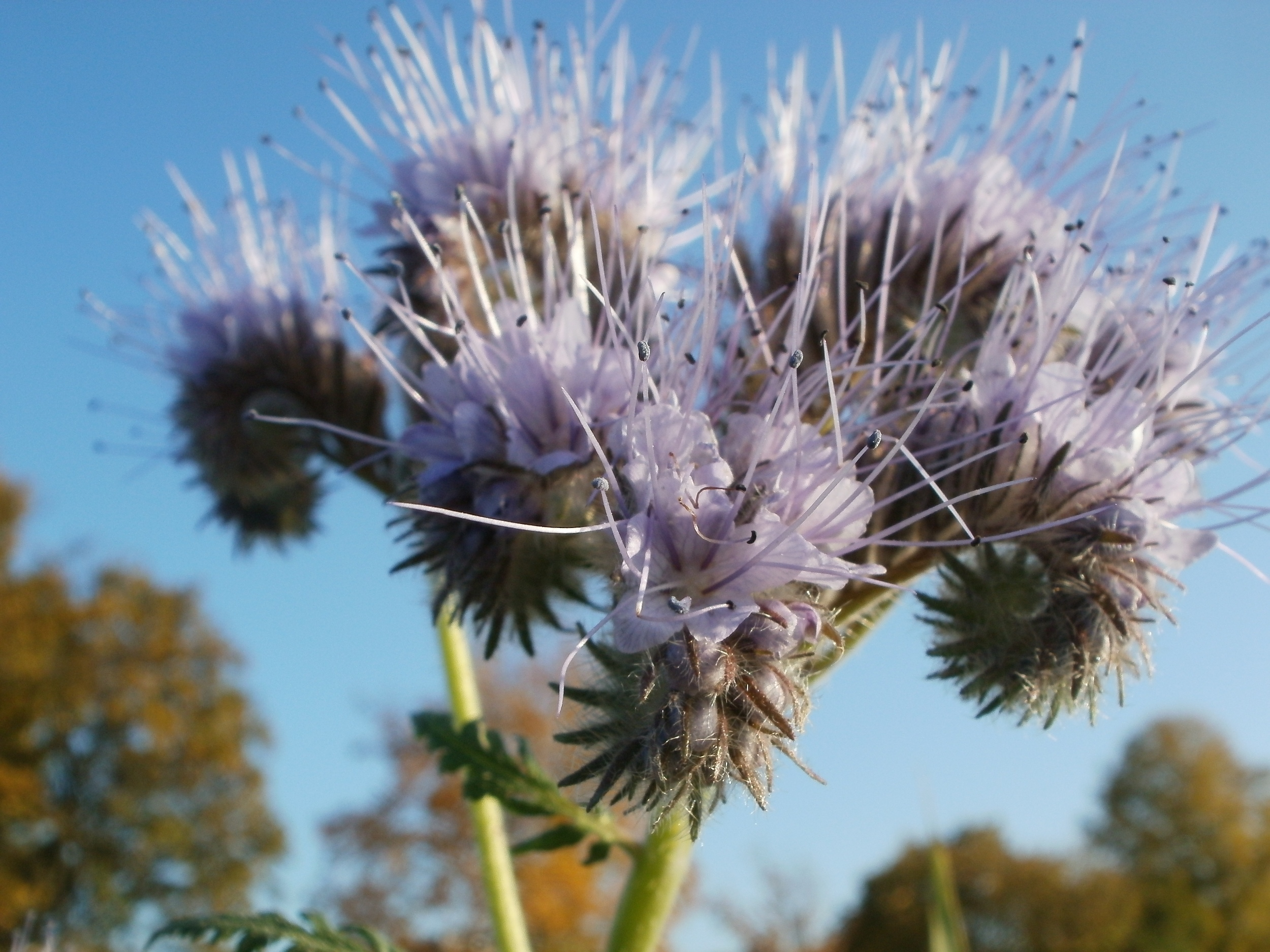
Flores

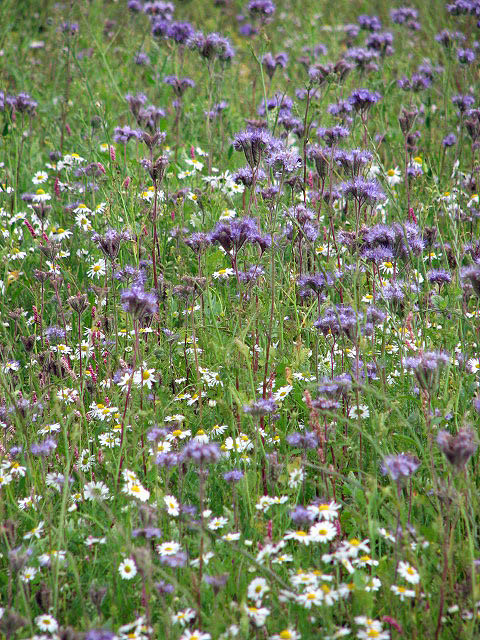
Vista de la planta en su hábitat

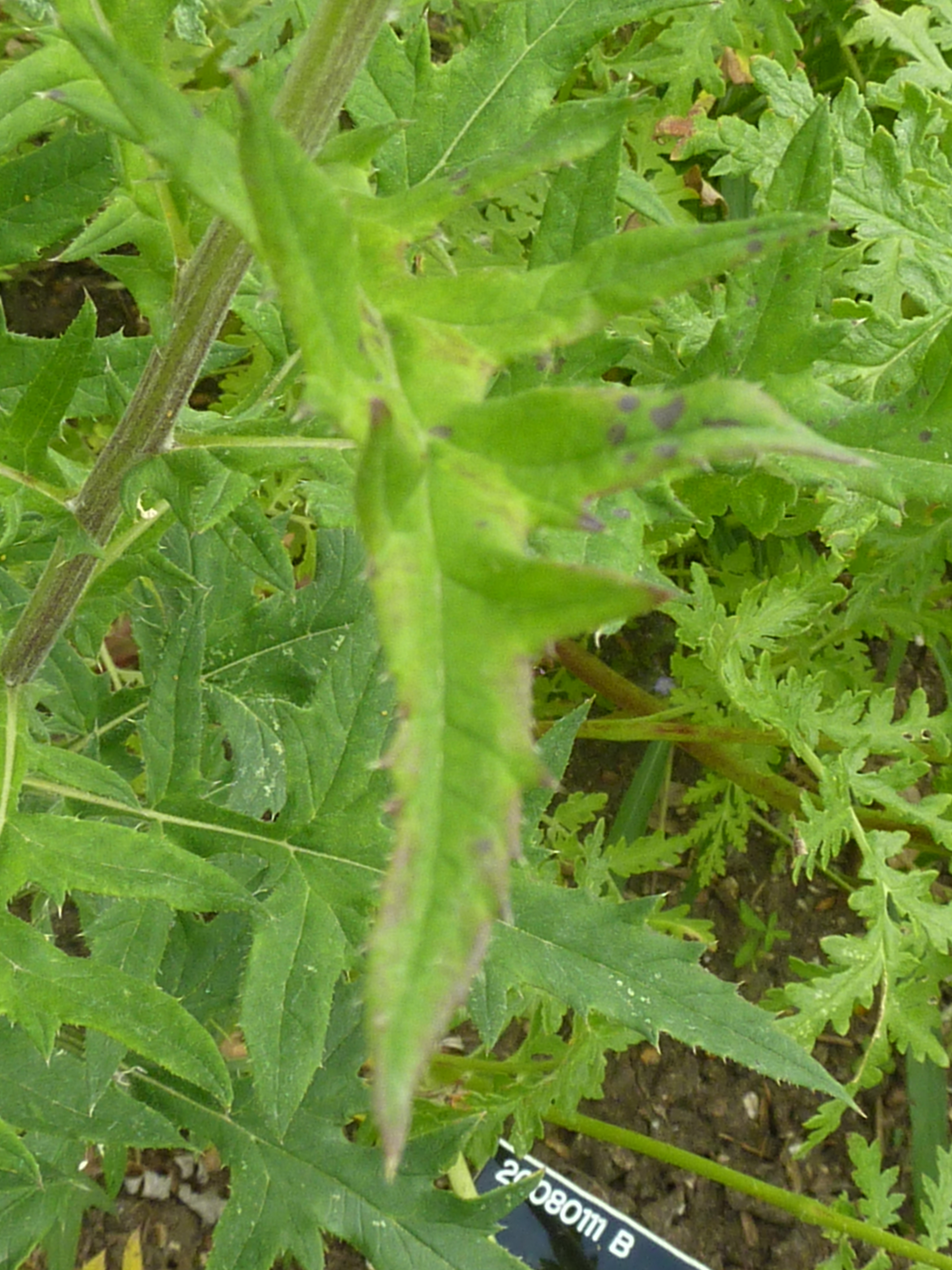
Detalle de las hojas

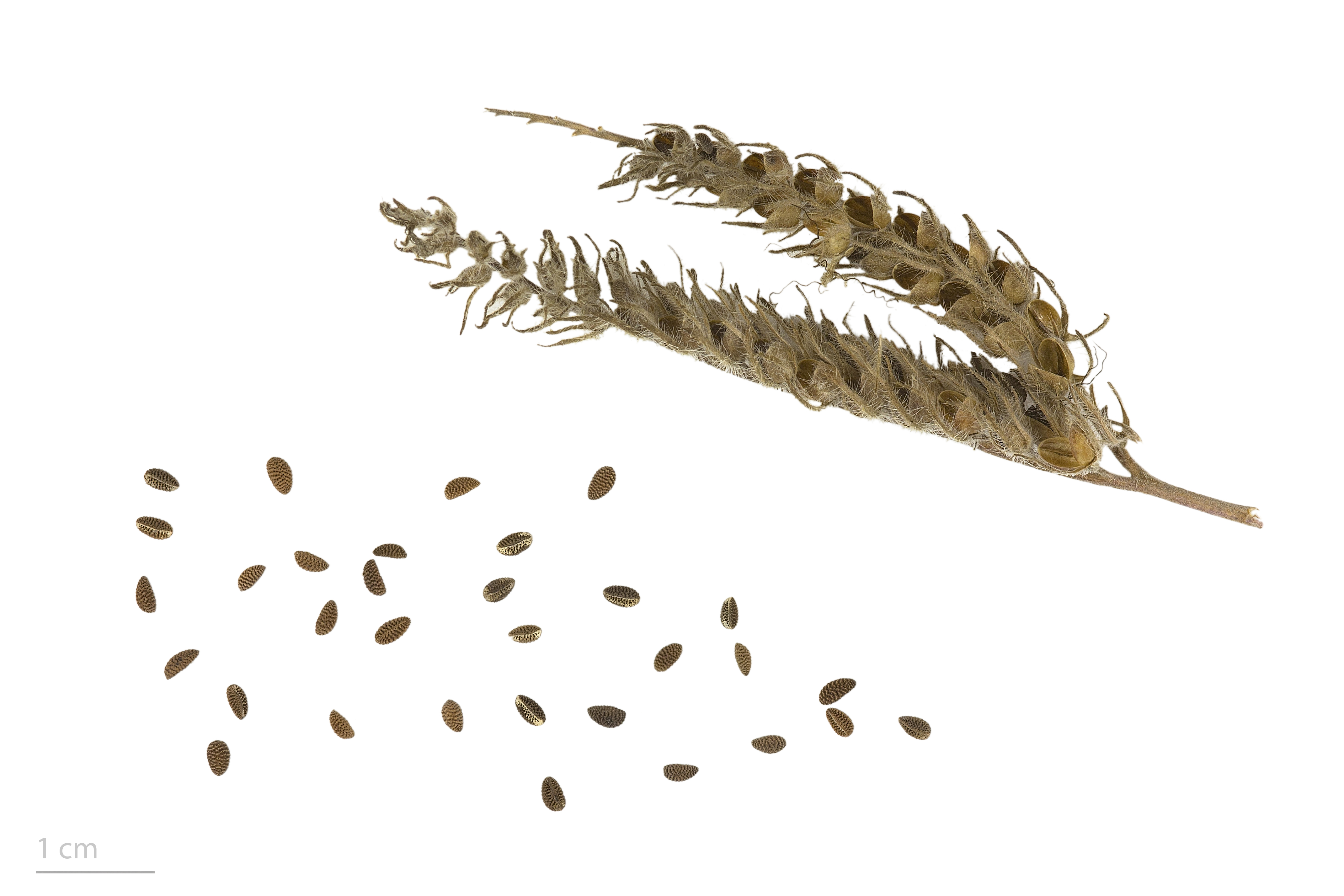
Phacelia tanacetifolia - MHNT

## Descripción
Es una herbácea anual de porte erecto cuya altura máxima es de 100 cm. Toda la planta está cubierta de glándulas y rígidos pelos. Las hojas están profundamente divididas en intrincados foliolos con lóbulos de márgenes dentados, lo que les da un aspecto de encaje. La pelosa inflorescencia está formada por una curvada cima de flores acampanadas en tonalidades azules o lavanda. Cada flor es de 1 cm de largo, con sobresalientes estambres de color dorado.

## Cultivo
Es una planta capaz de adaptarse a una gran variedad de tipos de suelo. Su adaptación es mejor en regiones bajas con buen drenaje, suelos arcillosos, arcilloso-limosos, arenoso-arcillosos, franco-arcillosos y de textura aireada de pH que oscila entre 5 y 8.5.

### Siembra
Se siembra de abril hasta finales de agosto, a 1 o 2 centímetros de profundidad. La proporción habitualmente recomendada es de 20 gramos de semillas por cada 10 metros cuadrados de parcela, con una superficie mínima cultivada, para que su cultivo se rentabilice, de una hectárea.
Su siembra resulta más exitosa en aquellas áreas que reciben entre 350 y 900 mm de precipitación anual.

## Biología y fenología
Hierba anual, de textura áspera, con un indumento de 0.3 a 1.3 mm, unicelular, hueco y blanquecino. Sus tallos pueden medir entre 30 y 80 cm, son erectos, lisos en la parte inferior, ásperos en la parte superior y con pelos dispersos. Las hojas presentan un tamaño entre 20-120 x 15-70 mm. Las hojas basales son más grandes, alternas, asimétricas, pinnatisectas, con un número impar de segmentos alternos, de margen irregular, de agudas a obtusas. Presentan inflorescencias con un tamaño de entre 60 – 90 x 80 – 120 mm, con cima circinada o escorpioides, compactas y con numerosas flores.
La flor presenta un peciolo que puede medir hasta 2 cm, acrescente. Los pecíolos inferiores tienen una mayor longitud.
El cáliz posee unos lóbulos de tamaño 5 – 7.5 x 0.4 – 0.7 mm., subiguales, lineales, obtusos, ásperos y con un indumento erecto, patente y blanco.
La corola mide de entre 6 – 9 x 6 – 9 mm, más o menos infundibuliforme. Es más larga que el cáliz, azulada, con lóbulos de 3.5 – 5 x 3 – 3.5 mm, ovados y obtusos.
Los estambres del androceo tienen un tamaño de 11 – 17 mm, subiguales, externos, filamentosos, estaminales filiformes, lisos y blancos. La medida de sus anteras son 0,7 - 1 x 0,4 – 0,6 mm, lisas y azuladas. También presenta escamas interestaminales, de forma triangular y con los extremos fimbriados.
El gineceo tiene un ovario de 0,7 - 1.1 x 0.4 – 0.5 mm, con forma obovoide. Los estilos suelen tener entre 1.7 – 2.1 cm, de forma filiforme, hendido hasta cerca de su base y pubescente. Los estigmas son de tamaño inferior a 0.1 mm y presentan una forma plana. La cápsula mide 3.5 – 4.2 x 2.2 – 3 mm, posee una forma ovoide, es más corta que el cáliz, presenta paredes lisas o transversales onduladas rugosas y es pubescente en el ápice.
Sus semillas tienen unas medidas de 3.2 – 3 – 5 x 1 – 1.3 mm.
Presenta tres etapas de crecimiento:
- La etapa de crecimiento correspondiente al botón,
- Una etapa de desarrollo de floración media,
- Por último la etapa de floración completa.

## Interés y aprovechamiento
Es una de las veinte flores productoras de miel para abejas melíferas, y resulta muy atractiva también para los abejorros y las moscas de las flores (mosca de la familia Syrphidae). Su hábito de florecer abundantemente y por un periodo largo puede incrementar el número y la diversidad de los insectos beneficiosos. Es también útil como flor de corte debido a sus inusuales y atractivas inflorescencias, fuertes tallos, y larga vida en floreros (Michael George Gilbert, 2003).

## Otros usos
En la región subtropical bajo condiciones de secano,  P. tanacetifolia se puede sembrar para obtener rendimiento máximo de forraje verde, de materia seca y de contenidos minerales. Esta planta constituyó un alimento equilibrado para los animales durante toda la época de crecimiento.

## Taxonomía
Phacelia tanacetifolia fue descrito por George Bentham y publicado en Transactions of the Linnean Society of London 17(2): 280. 1835.
Sinonimia
- Phacelia tanacetifolia var. pseudodistans (Benth.) Brand